# قطب مصطفى سانو
قطب مصطفى سانو (10 أبريل 1966 -) سياسي وفقيه وأكاديمي من جمهورية غينيا، وتولى منصب الأمين العام لمجمع الفقه الإسلامي الدولي التابع لمنظمة التعاون الإسلامي، بدءًا من أكتوبر 2020م. ولد في 10 أبريل 1966م في مدينة كانكان بجمهورية غينيا بغرب أفريقيا